# Desmopachria aurea
Desmopachria aurea is een keversoort uit de familie waterroofkevers (Dytiscidae). De wetenschappelijke naam van de soort is voor het eerst geldig gepubliceerd in 1980 door Young.